# Marmolada
A Marmolada németül: Marmolata, ladin nyelven Marmolèda; becenevén „a Dolomitok királynője” (la Regina delle Dolomiti) az észak-olaszországi Dolomitok legmagasabb hegycsoportja, Trentino-Alto Adige és Veneto régiók határán. Jellegét tekintve egy nyugat-keleti irányban hosszan elnyúló sziklás hegytömb. A Marmolada tömbjében van a Dolomitok legmagasabb csúcsa, a Punta Penia (3343 m), és itt található a Dolomitok tíz legmagasabb hegycsúcsa közül még négy (Punta Rocca (3309 m), Punta Ombretta (3230 m), Piz Serauta (3035 m) és a Punta Serauta (3069 m). A monumentális sziklagerinc déli irányban egyetlen zárt, 800–1000 méter magas és 2 kilométer hosszú, összefüggő sziklafalat képez, amely lejtők nélkül, szinte függőlegesen szakad le a Ombretta-völgybe. A masszívum északi oldala széles, hosszú lejtőt képez, melyből néhány meredek sziklatorony magasodik ki, de maga a hegyoldal aránylag lankásan ereszkedik le a Fedaia-hágóba. Az északi hegyoldalt a messziről látható Marmolada-gleccser (Ghiacciaio della Marmolada) borítja, ez a Dolomitok egyetlen nagyobb méretű gleccsere. Az első világháborúban nehéz hegyi harcok színtere volt. A 21. században népszerű túra- és télisport-központ. Télen itt üzemel a Dolomitok leghosszabb lesiklópályája, a 12 km hosszú és 1900 méter esésű „Bellunese”. A Marmolada-övezet az UNESCO természeti világörökség része.

## Fekvése
A Marmolada tömbjét kelet felől a Pettorina-völgy, délen az Ombretta-völgy, nyugat felől a Fassa-völgy, északon a Fedaia-hágó völgye határolja. A hegyláncot több fontos völgy osztja meg (nyugatról keletre haladva a San Nicolò-völgy, a Grepa-völgy és a Contrin-völgy).

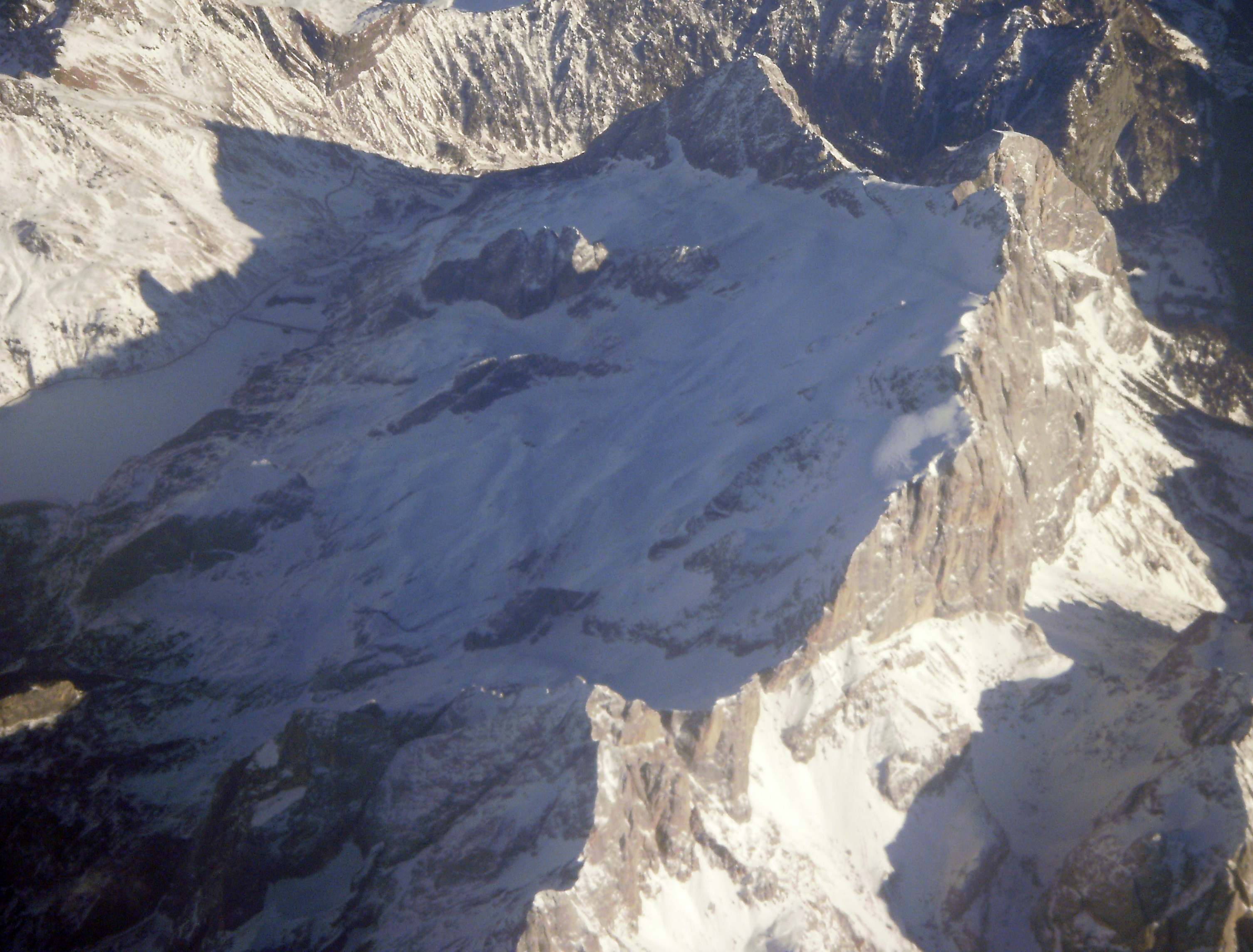
A Marmolada légifelvételen (balra a befagyott Fedaia-tó, jobbra a déli fal

A Marmolada egészét tekintve egyetlen nagyméretű, délről észak felé lejtő hegyoldalként írható le, melynek déli, magasan futó gerincét kiemelkedő sziklacsúcsok sorozata alkotja. A csúcsok sora nyugatról keletnek haladva a következő: a Gran Vernel (3205 m), a Piccolo Vernèl (3098 m), a Punta Penia (3343 m.), – egyben az egész Dolomitok legmagasabb csúcsa, – a Punta Rocca (3309 m), a Marmolada d’Ombretta (3230 m), a Marmolada di Serauta, amelyet a Monte Serauta (3069 m) és a Piz Serauta (3035 m) csúcsok alkotnak. Délről nézve a sziklahegyek sora 800–1100 méter magas összefüggő sziklafalat alkot, az úgynevezett „Ezüstfalat” (parete d’argento), amely meredeken zuhan le a venetói Ombretta-völgybe. Közel hasonló méretű összefüggő „ezüstfal” a Dolomitokban még a Civetta északnyugati fala, amely a Marmoladáról is jól látható, kelet-délkeleti irányba tekintve. A Marmolada főgerincéről akadálytalan kilátás nyílik a környező hegycsoportokra: északkeleten a Langkofelre (Sassolungo), északon a Sella-tömbre, északkeleten a Falzarego-hágóra és a Tofanák falára, keleten a Croda da Lago-ra, délkeleten a Civettára, délen a Pala-csoportra (Pale di San Martino) és a Lagorai-hegyláncra.
A délre néző „ezüstfal” összefüggő tömegétől elkülönülve a Marmolada déli előterében további impozáns sziklacsúcsok állnak: a Cima Ombretta (3011 m), a Sasso Vernale (3058 m), a Sasso di Valfredda (3009 m), a Cima dell’Uomo („Férfi-csúcs”, 3010 m) és a Cime d’Auta (2622 m), amely a Marmoladától délkeletre fekvő Falcade város panorámáját uralja.
A dél felé meredek falat mutató sziklasor észak felé egy enyhén ereszkedő, széles lejtőben folytatódik, melynek formája társítható egy nagyméretű kráter (cresta) lejtőjéhez. A sziklalejtő felszínének legnagyobb részét a Marmolada-gleccser borítja. Ez a Dolomitok legnagyobb kiterjedésű gleccsere. A klíma változása miatt kiterjedése fokozatosan csökken. Az 1990-es években a jégtömeg magasabban fekvő részein még egész évben (nyáron is) működő sípályák üzemeltek, a nyári gleccsersíelést azonban 2005-ben megszüntették, a jégtakaró állagának fokozatos romlása miatt.
Az északra néző lejtő lábánál, kb. 2030 m magasságban fekszik a 2 km hosszúságú Fedaia-tó, mellette a Fedaia-hágó. A tó keleti fele természetes tengerszem, amelynek nagyobb részét már kőtörmelék tölti fel. A tó nyugati végét 1956-ban a SADE (Società Adriatica di Elettricità) részvénytársaság 2 km hosszú, 60 m magas, 620 m hosszú beton duzzasztógáttal rekesztette el a völgyet, így keletkezett a ma látható mesterséges tó. Az 1956-ban megépített duzzasztógát vízerőműve mintegy 20 MW villamos energia termelésére képes. A tó keleti részén egy kőből rakott, 180 m hosszú régi gát maradványai ismerhetők fel, az egykori természetes tó végénél, amely két rivális nagyhatalom – a Habsburg Birodalom és a Velencei Köztársaság – történelmi határvonalát jelezte a középkortól a 18. század végéig. A Fedaia-tóból ered az Avisio patak, amely nyugat felé a Fassa-völgyben és a Fiemme-völgyben folytatódik. A Fedaia-hágót északon a Padon-hegylánc szegélyezi, melynek gerincéről az egész Marmolada-gleccser belátható.

## Geológia
A Marmoladát alkotó kőzet anyaga szigorú értelemben véve nem dolomit, nem azonos a szűken vett Dolomitokat jellemzően alkotó karbonátos dolomitkővel. A Marmolada-mészkő ennél tömörebb, tengeri korállokból kialakult mészkő, amelyben sűrű vulkáni betüremlések is találhatók. A kőzet optikailag márványra emlékeztet, valószínűleg e hasonlóságon alapul a hegység elnevezése (márvány latinul: marmo).

## Történelme

### A középkortól az első világháború kitöréséig
A Marmoladától nyugatra fekvő Fassa-völgy a kora középkortól kezdve a Habsburg Birodalom hűbéresének, a Brixeni Püspökségnek birtoka volt. A hágótól keletre fekvő vidék a Velencei Köztársasághoz tartozott. A két nagyhatalom határvonalának itteni szakasza a Fedaia-hágó keleti részén húzódott. A hágó útja nehezen járható volt, málhás áruszállításra használták, a nagy hadjáratok útja nem erre vezetett. A napóleoni háborúk idején Tirolt (a részét képező Trentinóval együtt) egy időre a Bajor Királysághoz csatolták, 1815-ben a bécsi kongresszus határozata értelmében Tirol és Trentino, Venetóval együtt a Habsburg Birodalomhoz került. Az 1859-es szárd háborúban Ausztria elvesztette Lombardiát, az 1866-os porosz–osztrák háborúban Venetót is, de a stratégiai jelentőségű dolomiti tartományokat a Birodalom egészen az első világháború végéig szilárdan megtartotta.
A hegytömb megmászásáról az első írott adat 1802-ből származik, eszerint néhány szerzetes (Giovanni Costadedòi, Giuseppe Terza és Tommaso Pezzei), egy orvosdoktor és püspökségi bíró kíséretében a Fedaia-hágóból feljutottak a déli hegygerincre, a Punta Rocca közelébe. Visszatérés közben egyikük eltűnt, valószínűleg gleccserszakadékba zuhant. Ezután fél évszázadon át nem tudunk újabb kísérletről. 1856. augusztus 25-én három agordói szerzetes indult el (Don Pietro Munga, Don Alessio Marmolada és Don Lorenzo Nikolai), egy kalandvágyó nemes ifjú kíséretében. A hegyet jól ismerő zergevadászokat vittek magukkal. Hágóvasakkal felszerelve átkeltek a gleccseren, felértek a gerincre és önmagukat első megmászóként jelentették be. 1860-ban John Ball ír természettudós (1818–1889) két kísérőjével szintén magának követelte a Marmolada első megmászásának dicsőségét, de igényét visszautasították.
A Punta Roccát igazoltan elsőként az osztrák Paul Grohmann – az Osztrák Alpesi Egyesület (ÖAV) alapító tagja – mászta meg 1862 júliusában. Ő is az északi útvonalon jutott fel, és jelentésében leírta, hogy nem bukkant korábbi megmászások nyomaira. 1864 szeptemberében Grohmann (olasz hegyi vezetőkkel) megmászta a 15 méterrel magasabb Punta Penia csúcsot is. Az 1880-as évektől kezdve a Dolomitokat elárasztották a hegymászók. Német hegymászó egyesületek menedékházakat építettek a Fedaia-hágóban (Bambergi szekció) és az Ombretta-hágóban (Nürnbergi szekció). Felkutattak egy aránylag könnyen járható utat a Punta Peniára. 1898 júliusában Hans Seyffert és Eugen Dittmann elsőként mászták a meredek nyugati gerincet. Az egyesület itt vasalt mászóutat épített ki, amelyet 1903. augusztus elején nyitottak meg, azóta is működő, igen népszerű mászóútvonal.
A meredek déli sziklafalat elsőként Cesare Tomè, Santo De Toni és Luigi Farenza mászta meg 1897-ben, egy II. nehézségi fokozatú útvonalon, de a főcsúcsot ők sem érték el. A Punta Peniára 1901. június 1-jén jutott fel Beatrice Tomasson brit hegymászónő, két olasz hegyi vezetővel (Michele Bettega, Bortolo Zagonel). Az általuk feltárt mászóútvonal, az ún. „Via Classica” (IV) nehézségi osztályba sorolást kapott, ma is sok hegymászó használja.

### Alpesi háború „szikla és jég között”

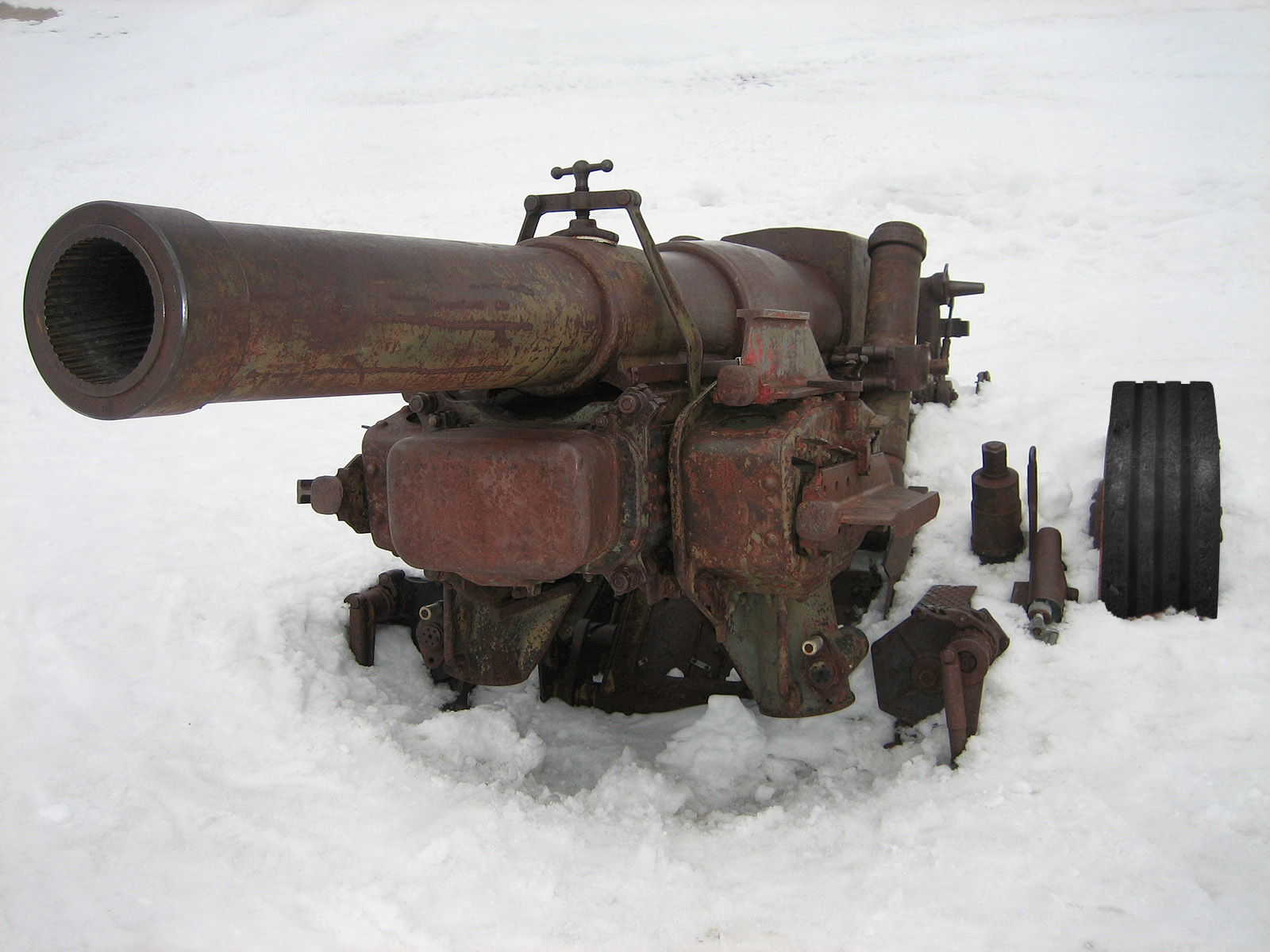
Olasz látvány-mozsárágyú a Serauta állomásnál (1937-es modell, nem első világháborús)

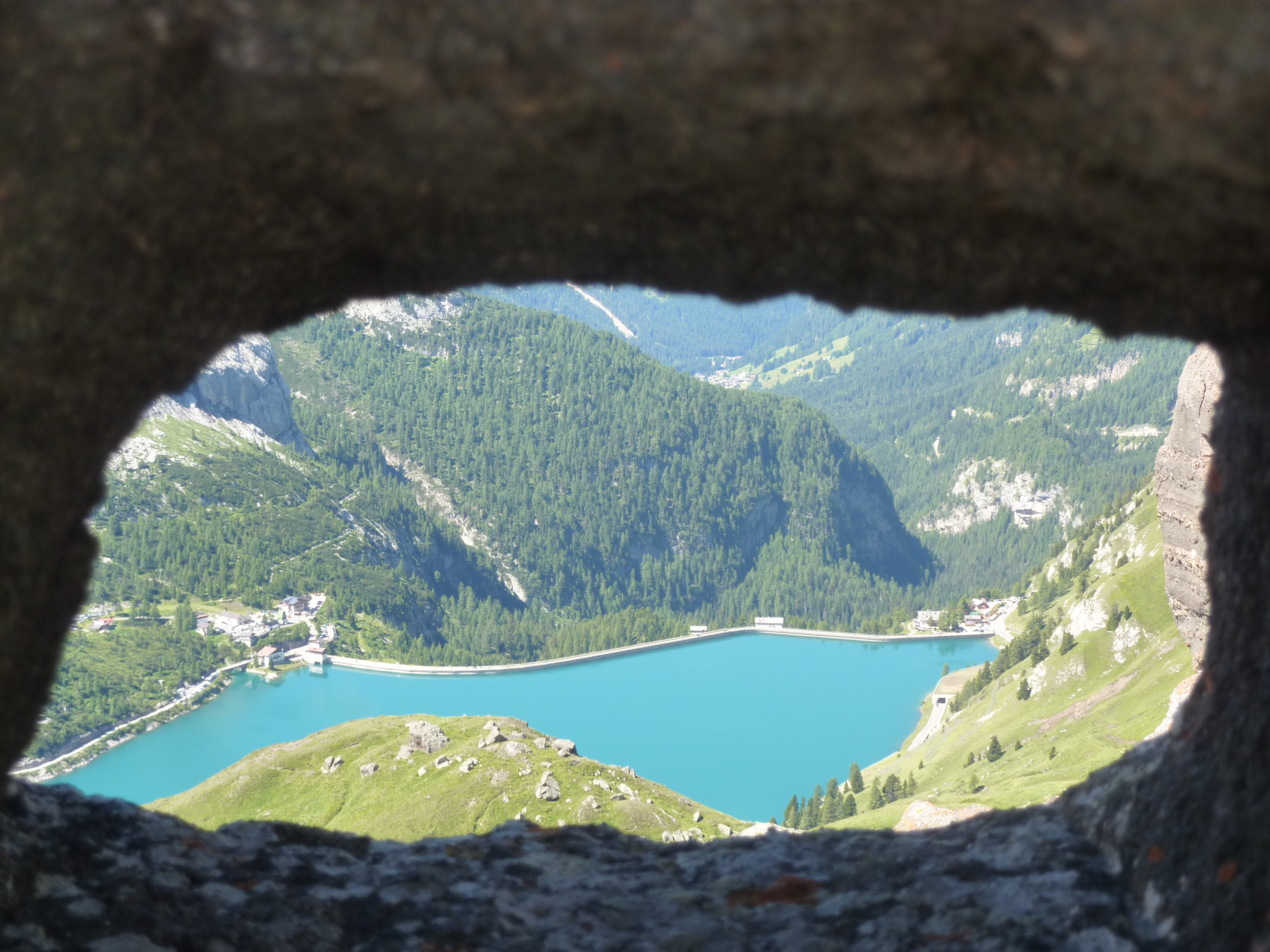
A Fedaia-tó a Padon-gerincen lévő olasz világháborús lőrésből (ma: „Trincee” (lövészárok) vasalt mászóút)

Az első világháború során, röviddel Olaszország 1915-ös hadba lépése után megkezdődött az „magashegyi háború” (Dolomitenkrieg), hivatalos neve szerint a Monarchia „délnyugati frontja”. A frontvonal itteni szakasza a Marmolatán futott keresztül. Az osztrák–magyar csapatok a Fassa-völgyre támaszkodva a Fedaia-hágó vonalát tartották. Az arcvonal a Fedaia-hágótól a Sasso Undicin keresztül a Serauta-csorbáig (Forcella Serauta) húzódott, onnan tovább nyugat felé déli gerinc mentén. Az olasz alpesi csapatok kelet (Malga Ciapela) felől és délkelet felől, a sziklafalra felhatolva igyekeztek feljutni a gleccserre. (Ezzel párhuzamosan a Padon-gerinctől északra a Buchenstein (Livinallongo) völgyön át próbáltak betörni a Pordoi-hágó és a Campolongo-hágó térségébe.) Az olaszok legfőbb célja az volt, hogy a Marmolata főgerince mentén áttörjenek a Punta Rocca felé, hogy innen tűz alatt tarthassák a gleccser egész felszínét, és a Fedaia-hágót. Ez azonban nem sikerült, még súlyos veszteségeket okozó aknaharc révén sem. A főgerincen harcoló osztrák–magyar csapatok biztonságos utánpótlását a gleccser jegébe ásott, vágott, robbantott alagutakon át juttatták célba. A gleccser jégtömegében valóságos „jégvárost” (Eisstadt) építettek ki, villanyvilágítással, raktárakkal, legénységi szállásokkal. A gleccser jegéből kiálló sziklatornyok belsejébe megfigyelő és tüzelőállásokat vájtak.
A „szikla és jég között” („in Fels und Eis”) helytálló katonáknak nemcsak az ellenséggel, hanem a kegyetlen magashegyi természeti körülményekkel is küzdeniük kellett. A hideg, a hóviharok, jég- és sziklaomlások szedték áldozataikat. 1916. december 13-án a Fedaia-hágótól nyugatra, a Gran Poz alatt beszállásolt osztrák–magyar utánpótlás táborát betemette egy vizes hólavina, 300 katona vesztette életét. A hegyi háború a Dolomitokban 1917 október végéig tartott, amikor az isonzói fronton kivívott caporettói áttörés sikere nyomán a Tirol–Trentino–Kárni-Alpok frontvonalon álló olasz erőket (Gaetano Giardino tábornok 4. olasz hadseregét) bekerítés veszélye fenyegette, ezért az olasz csapatokat visszavonták a Piave folyó mögé. A havasokra ismét csend borult. Egy évvel később, 1918 október végén az osztrák–magyar haderő ereje végére jutott, az 1919-es Saint-germaini békeszerződés értelmében Tirol déli fele és a teljes Trentino is az Olasz Királysághoz került.

### Úttörő hegymászások a világháborúk után

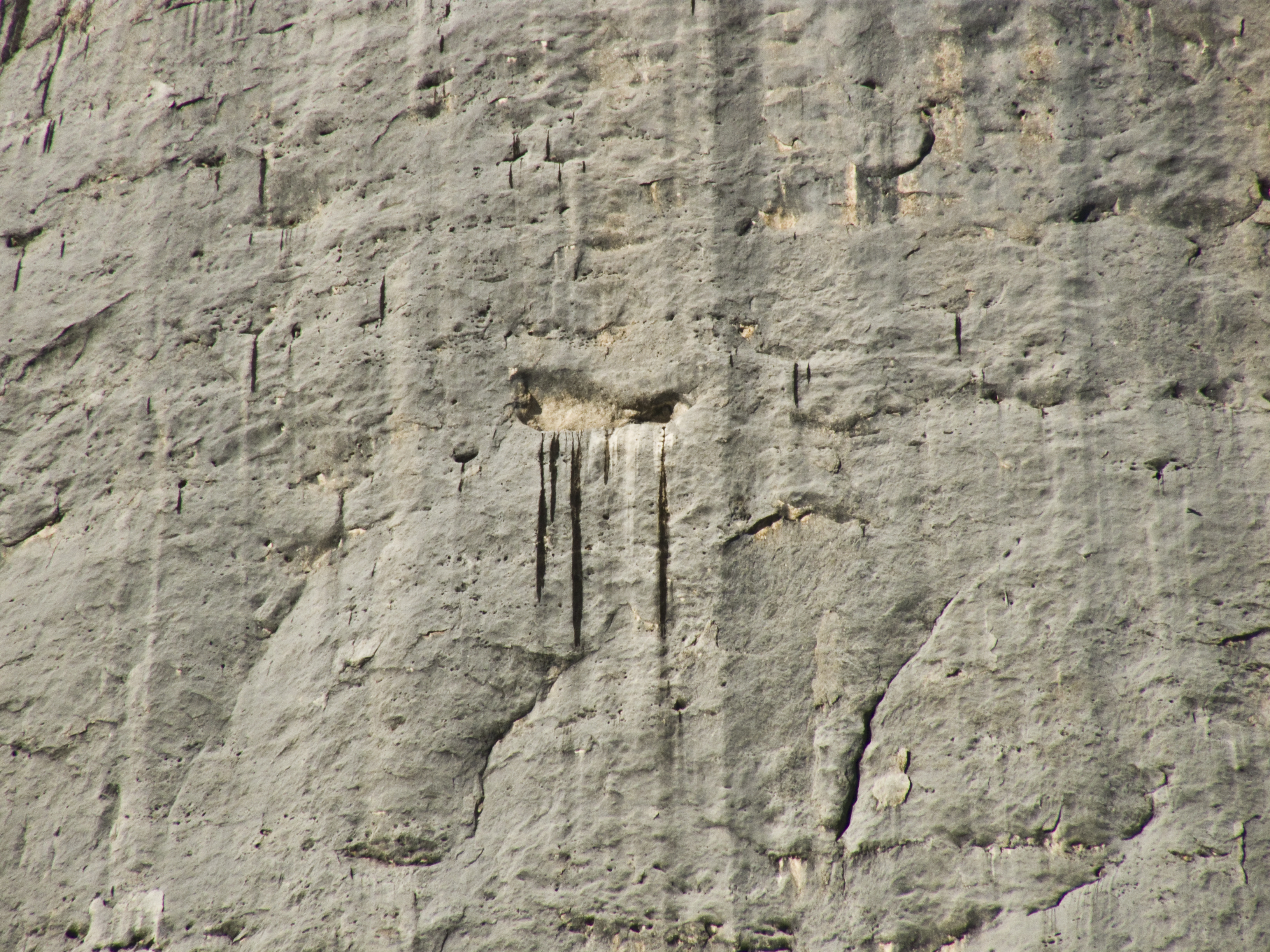
„A Hal” a déli falon

1929. szeptember 8–9 között Luigi Micheluzzi, Roberto Perathoner és Demetrio Christomannos megmászták Punta Penia déli tornyának falát (VI. nehézségi fok). Csupán egy kenderkötelet használtak és mindössze hét kampót vertek be. A kor technikájával ez a mászás kiemelkedő jelentőségű eseménynek számít az alpinizmus történetében. Későbbi mászók (Fritz Kasparek, Hans Steger) az utat szintén rendkívüli nehézségűnek írták le. A déli falat a két világháború között mindössze hét alkalommal tudták megmászni. 1936-ban Gino Soldà és Umberto Conforto sikerrel megmászták a Punta Penia délnyugati falát (VI+ fokozat), ugyanebben az évben Batista Vinatzer és Ettore Castiglioni leküzdötték a Punta Rocca déli falát (VI+). Vinatzer útvonala sokáig a Dolomitok legnehezebb mászóútjának számított.
A második világháború után Armando Aste, Toni Egger, Claudio Barbier, Walter Philipp és Georges Livanos újabb nehézségi rekordokat állítottak fel. Az 1980-as években a szabad sziklamászók új színt hoztak a hegymászó sportba. 1981-ben két cseh sziklamászó, Igor Koller és Indřich Šustr elsőként mászta meg a Marmolada déli falát a „Fisch” (Hal) nevű természetes sziklapadon keresztül. A „Weg durch den Fisch” (Út a halon át) elnevezésű útvonalat az UIAA (IX-) nehézségi osztályba sorolta.

## A gleccser mondája
Ősi dél-tiroli mondák mesélnek a gleccser születéséről. Kezdetben a Marmoladán nem volt jég, kövér alpesi legelők és kaszálók borították. Augusztus 15-én, Nagyboldogasszony napján a parasztok ősi szokás szerint szüneteltették a széna-betakarítást, és a völgybe vonultak, hogy templomba menjenek. Egy alkalommal korai havazástól tartva e szent ünnepnapot is végigdolgozták, hogy szénájukat a szérűbe juttathassák. A havazás megjött, de többé nem állt el, csak amikor már az egész hegyet vastag hó és jég borította be. A monda más változata szerint egy istentagadó úrnő a széna betakarítására kényszerítette parasztjait a szent napon. Hóvihar keletkezett, a parasztok megmenekültek, de a gonosz úrnőt és embereit örökre betemette a hótömeg.

## Idegenforgalom, sport

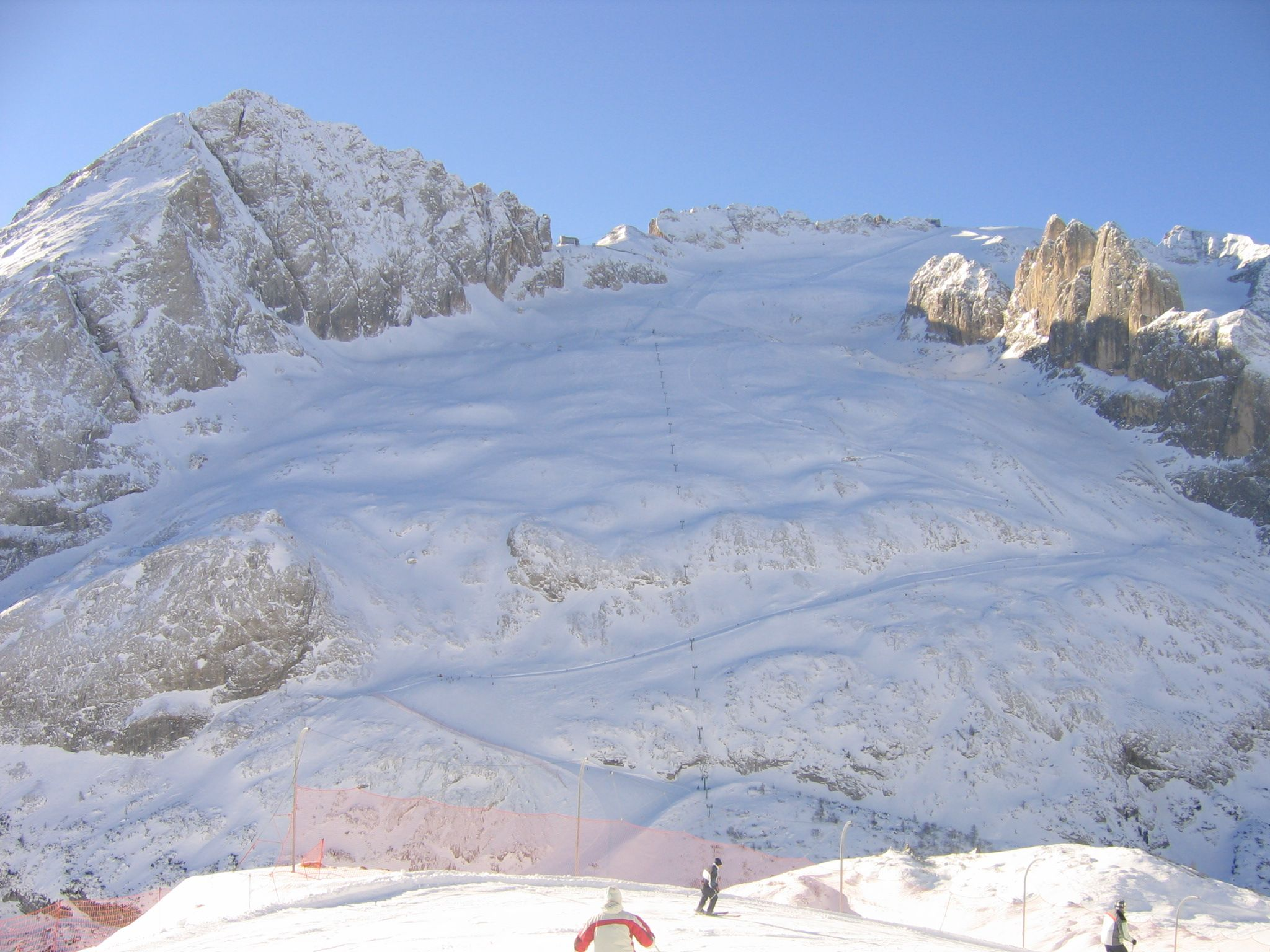
A „Bellunese” sípálya (északról)

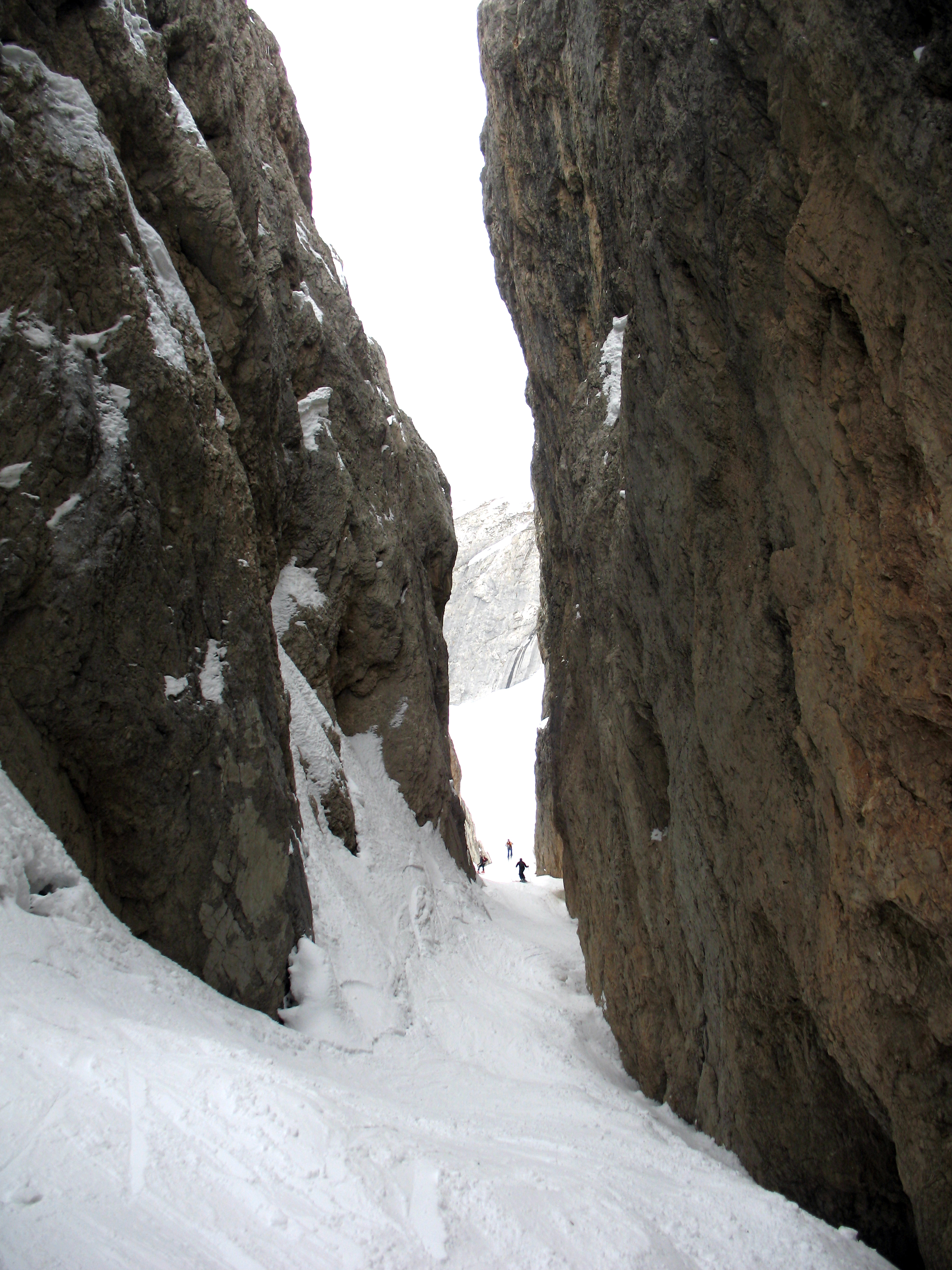
Síelők a gleccser sziklaszurdokában

A 2. sz. Dolomiti magashegyi túraút legnehezebb szakasza a Marmolada-gleccser nyugati gerincén halad. A déli oldalon a Contrin-menedékháztól a Punta Peniára közepes nehézségű, de gleccserjáró felszerelést igénylő vasalt mászóút (Westgrat-Klettersteig) vezet fel, a Marmolada-csorbán és a nyugati gerincen keresztül. Igen látványos hegyi túrát lehet tenni a Marmolada déli sziklafala alatt, von Malga Ciapelából az Ombretta-hágón és a Contrin-menedékházon át a Fassa-völgybe, Alba di Canazeibe.
A Marmolada főgerincére, a Punta Rocca tövébe egy háromlépcsős kabinos felvonórendszerrel lehet feljutni kelet felől. Egy régebbi építésű, de 2004-2005-ben felújított nagy kabinos felvonó indul Malga Ciapelából, 1467 m magasságból. Két köztes átszálló állomáson kell felvonót váltani, a Banc/Coston d’Antermoja állomáson (2350 m), majd a Piz Serauta állomáson (2950 m). A Piz Serauta állomás épületében megtekinthető a magashegyi háború itt kialakított múzeuma, amelyet az olasz hadsereg tart fenn, és szolgálatos katonák felügyelik. Ez Európa legmagasabban fekvő múzeuma. A sípályák egy része innen indul. A kabinos felvonó harmadik, utolsó szakasza innen megy fel a Punta Rocca (3265  m) lábához.
A legfelső hegyállomásról, a Punta Roccától már akadálytalan kilátás nyílik észak és nyugat felé, az egész Dolomitok belátható. A főgerinc csorbáiból déli irányban is le lehet látni az „Ezüstfal” alatti hegyvidékre, a Pala-csoportra (Pale di San Martino), a Bellunói-Dolomitokra, a Primiero-völgyre és a Sugana-völgy körüli hegyvidékre. Erről a szintről indul (télen) a Dolomitok leghosszabb lesiklópályája, a 12 km hosszú és 1900 méter esésű „Bellunese”-pálya, amely a Punta Roccától levisz a Fedaia-hágóba, onnan vissza Malga Ciapelába. A Fedaiai-hágóból egy másik (Padon2 nevű) felvonóval fel lehet jutni a Padon-gerinc tetejére, a Padon-menedékházhoz, onnan át Arabbába és a Pordoi-hágó síközpontjaiba. A Punta Rocca hegyállomástól különböző nehézségi fokú hegyi utakon és ösvényeken be lehet járni a Marmolada déli főgerincének keleti részét. Megfelelő felszereléssel gleccsertúrákat is lehet tenni. A Punta Roccától egy alagút vezet a Havas Boldogasszony (Madonna della Neve) kis sziklakápolnájába, amelyet II. János Pál pápa is megáldott, egy itteni látogatása során.
A csak télen működő nagy „Bellunese” pályához kapcsolódva az 1990-es évekig a gleccser felső szakaszán még számos nyári síelésre alkalmas hosszabb-rövidebb sípálya is működött, „csákányos” sífelvonókkal. Feltehetően a klímaváltozás hatására e pályák mennyisége lassan lecsökkent, minőségük leromlott. 2005-ben a környezetvédők követelésére a Marmolada gleccseren a nyári síelés lehetőségét teljesen megszüntették.
A Malga Ciapela-i nagy kabinos felvonók mellett 2008-ig működött egy másik felvonórendszer is, amely észak felől, a Fedaia-hágóból (a Pian dei Fiacconi menedékháztól) szállította az utasokat a Punta Serautához. 2008-ban azonban ezt műszaki-gazdasági okokból leállították. 2012-ben a fedaia-hágói völgyállomást tűz pusztította el, csak több év múlva épült újjá.
A Marmolada-gleccser sípályáit bekapcsolták a Dolomiti Superski regionális sípálya-szövetség rendszerébe, a felvonókra és síliftekre az Arabba-Marmolada zóna bérletei használhatók.  A Marmolada különleges fekvésű sípályáira egyre több síelő igyekszik feljutni, a felvonók szállítási kapacitása azonban alacsony, a síszezonban a várakozási (sorban állási) idők hosszúak.

## Képgaléria

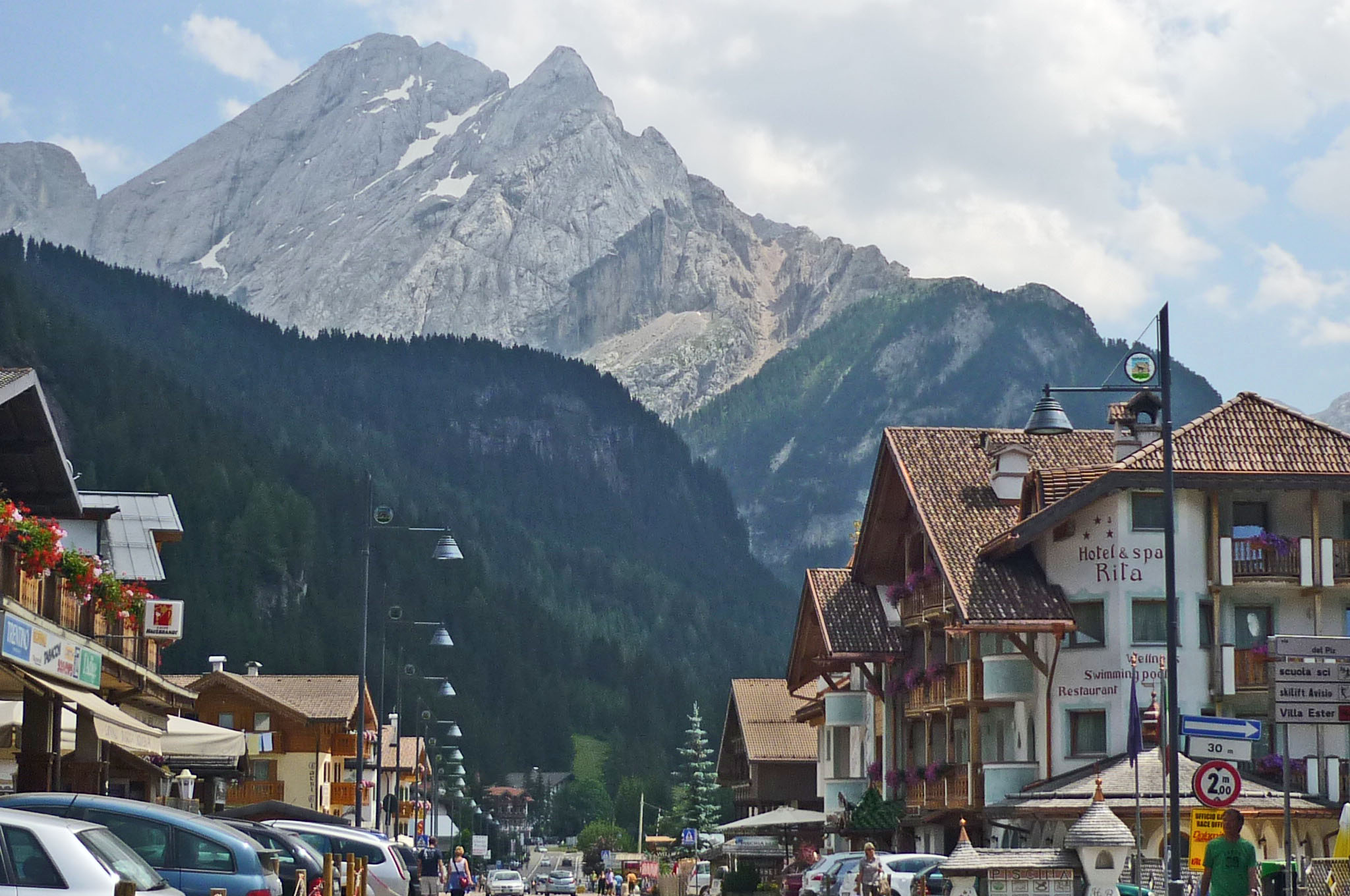
A Grand Vernel nyugatról, Canazeiből nézve
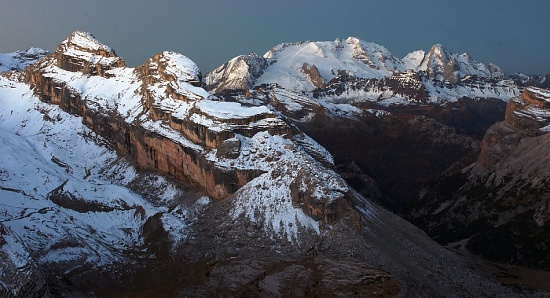
A Marmolada északkeletről, a Fanes-csoportbeli Col Bechei-ről nézve. Előtérben a Ciampestrin
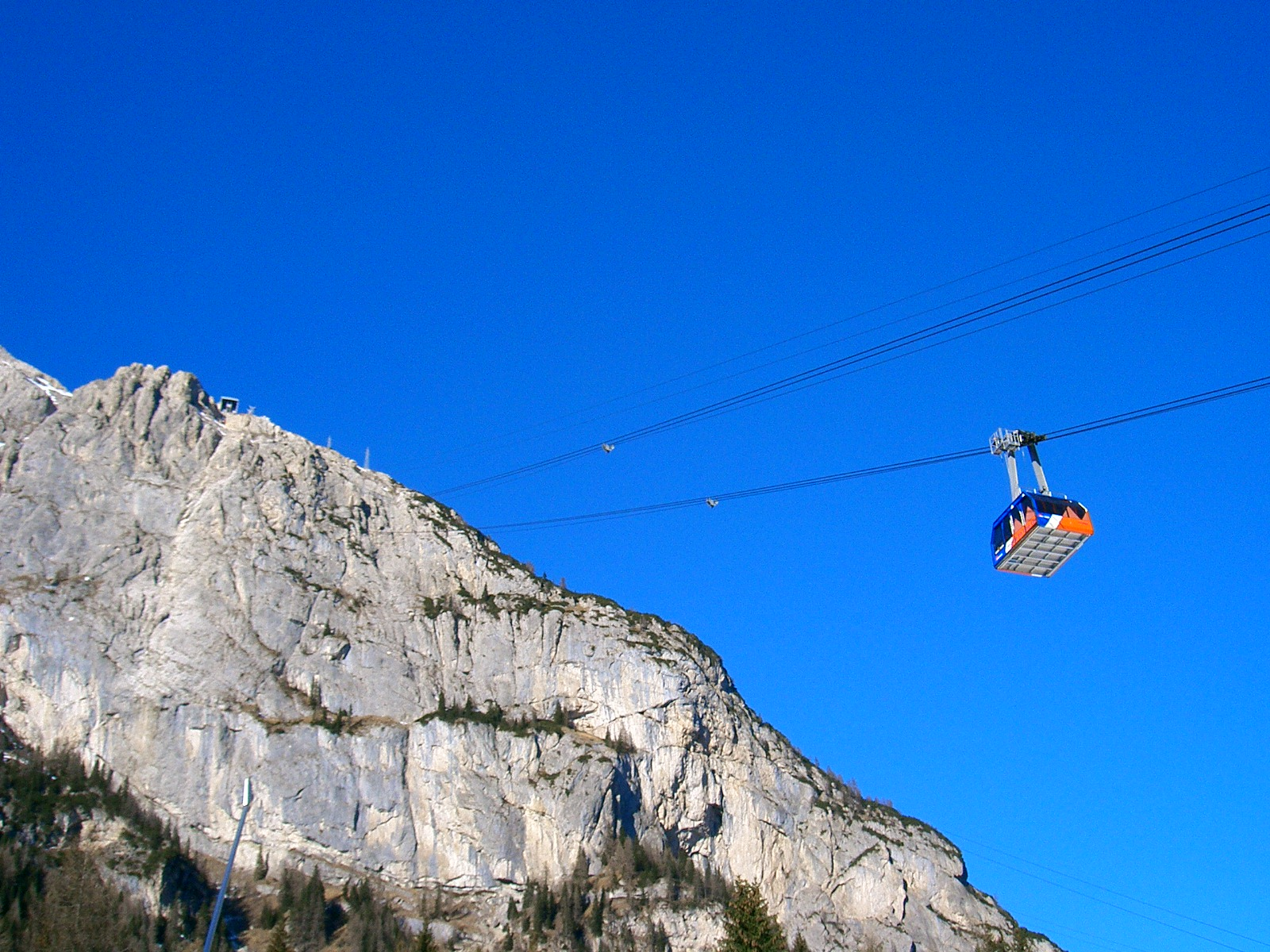
Kabinos felvonó a Marmoladára
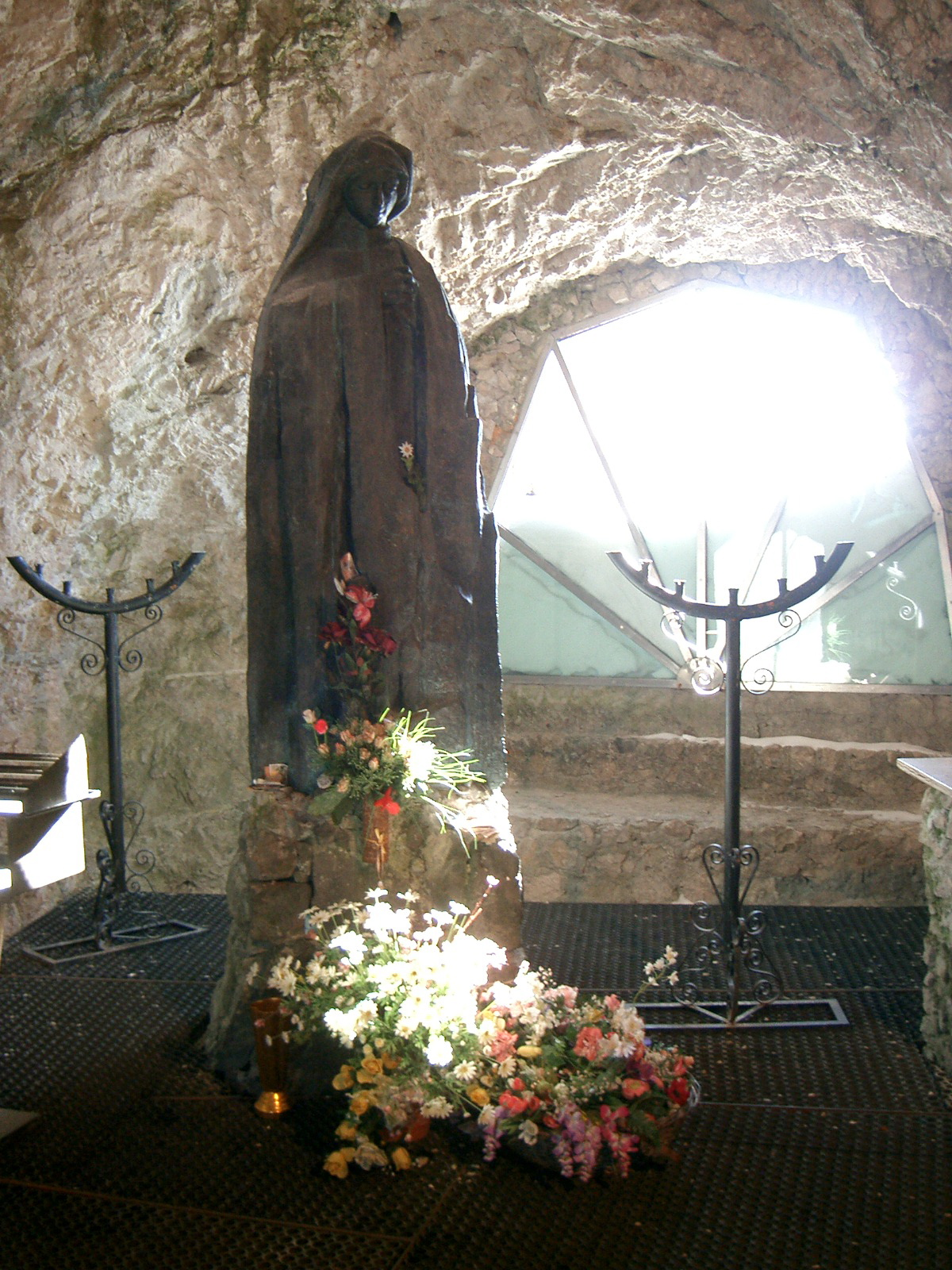
Hegyi kápolna a Marmolatán
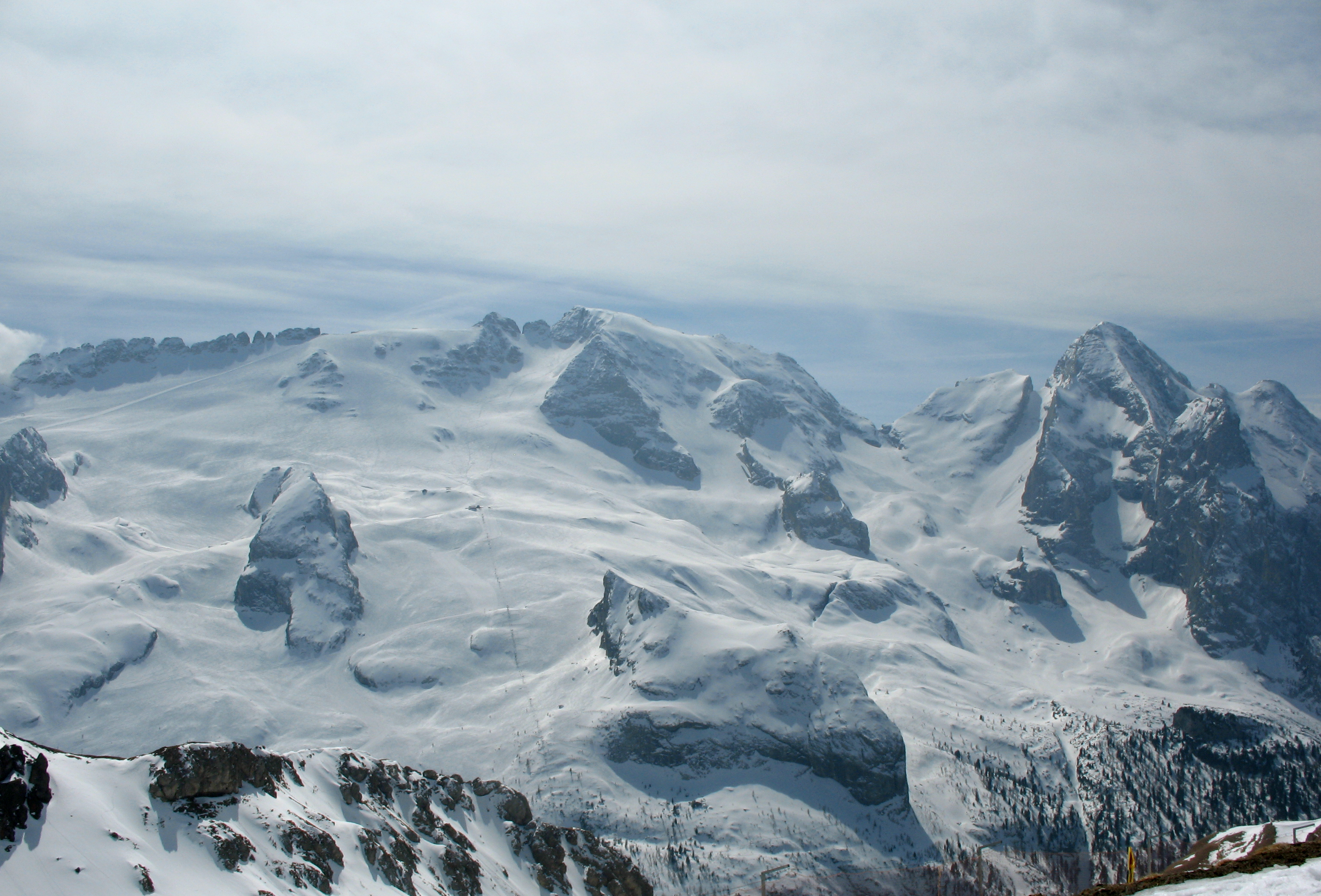
Északnyugati lejtő, középen a szurdokvölgy
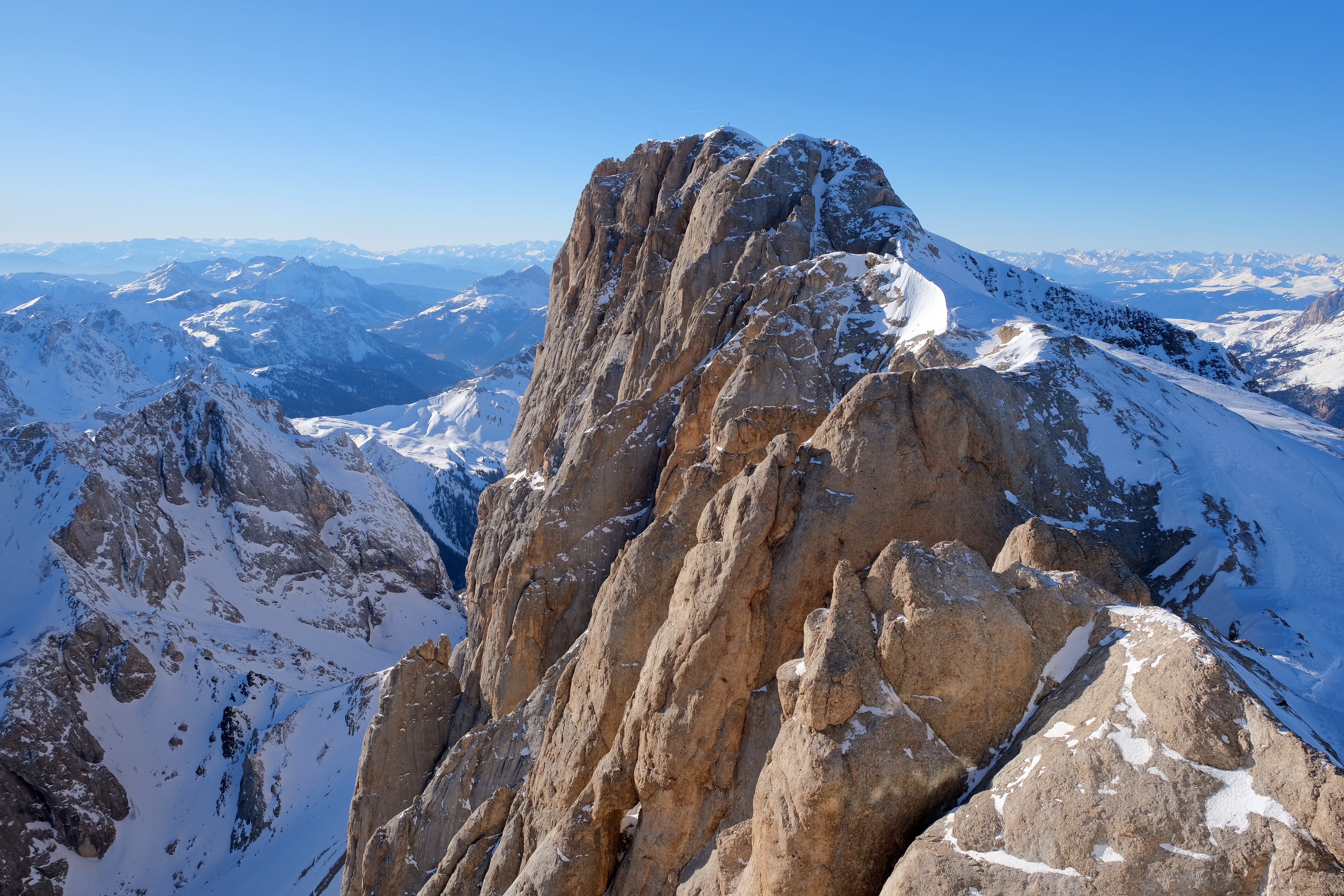
Punta Penia

## Alpesi menedékházak
Fontosabb menedékházak (Rifugió-k) a Marmolada környezetében:
- Contrin-menedékház (2016 méteren, régóta üzemelő, nagy hagyományú menedékház a déli sziklafaltól DNY-ra, üzemeltetője az A.N.A.
- Falier-menedékház (2074 méteren, az Ombretta-völgyben, a déli fal lábánál, üzemeltetője a Club Alpino Italiano (CAI).
- Bivacco Marco dal Bianco (2730 méteren, kis bivakház az Ombretta-hágóban.
- Capanna Punta Penia (3340 méteren, kis menedék-kunyhó a csúcs közelében, magánszemély üzemelteti.